# Berber (Pferd)
Berber (berberisch ⴰⵢⵉⵙ ⴰⵎⴰⵣⵉⵖ Ayis Amaziɣ) sind eine der ältesten kultivierten Pferderassen des Mittelmeerraums.
Hintergrundinformationen zur Pferdebewertung und -zucht finden sich unter: Exterieur, Interieur und Pferdezucht.

## Exterieur
Der Berber ist im Atlasgebirge in der Steppe sowie der Wüste zu finden. Dementsprechend gibt es unterschiedliche Typen.  
Der Kopf ist mittelgroß, oft mit konvexer Nasenlinie (Ramskopf) und sitzt auf einem kräftigen eher kurzen Hals, der aus einer flachen und steilen Schulter entspringt. Der Widerrist des Berbers ist stark ausgeprägt. Der tragfähige Rücken ist kurz, der Rumpf von guter Tiefe, jedoch meist nicht sehr breit. Die Kruppe ist abfallend und rund und weist einen tiefen Schweifansatz auf. Die Beine dieses extrem widerstandsfähigen Pferdes sind hart und die Hufe von hervorragender Qualität, sodass er so gut wie nie lahmt. Gelegentlich sind bei den Beinen leichte Fehlstellungen in Form von Säbelbeinigkeit oder Kuhhessigkeit vertreten, die sich aber nicht auf den allgemeinen Gesundheitszustand der Beine auswirken.
Berber zeigen flüssige Bewegungen mit Knieaktion und sind trittsicher in allen Gangarten. Einige Vertreter der Berberrasse sind Naturtölter.

## Zuchtgeschichte
Der Ursprung des Berbers liegt in Nordafrika und geht weit in die Frühgeschichte der Domestikation des Pferdes durch den Menschen ins zweite Jahrtausend v. Chr. zurück. Bereits im antiken Griechenland, später bei den Römern und durch das gesamte Mittelalter waren Pferde aus Nordafrika (zum Beispiel aus Karthago, Phönizien, Numidien) und nordafrikanische Söldner die begehrtesten Tributgüter, Kriegsbeuten und diplomatischen Druckmittel.

### Reinzucht
Nomaden wie die Tuareg züchteten Berber, wahrscheinlich betrieben sie sogar eine Reinzucht. Im Gegensatz zu anderen Völkern, die Pferdezucht betrieben, waren bei ihnen die Stuten die wertvollsten Tiere, sodass sie sogar mit im Hauptzelt schliefen und (fast) nicht verkäuflich waren.
Die Zucht reinblütiger Berber wurde während der Kolonialisierung durch Frankreich nur noch in entlegenen Rückzugsgebieten Aufständischer weitergeführt, weshalb noch heute die unverfälschtesten Rassetypen fernab der Staatsgestüte im Hinterland zu finden sind.
Die Population reiner Berber ist heute sehr gering, verbindliche Zahlen liegen nicht vor. Optimistische Schätzungen gehen von einem Gesamtbestand von 2500 Pferden weltweit aus.
Im Jahre 1988 wurde der Verband Weltorganisation des Berberpferdes (Organisation mondiale du cheval Barbe (O.M.C.B.)) gegründet mit dem Ziel, die Restbestände des Berbers zu erhalten und die Rasse wieder zahlenmäßig zu stärken. Dieses Bestreben wurde zunächst von den Ursprungsländern (Algerien, Marokko, Libyen und Tunesien), sowie durch Frankreich unterstützt. Seit 1992 ist auch Deutschland mit dem Verein der Freunde und Züchter des Berberpferdes e. V. (VFZB) Mitglied des O.M.C.B.

### Einfluss auf andere Rassen
Alle Kriegspferderassen des Mittelmeerraums stammen direkt von Berberpferden ab.
Die enge Verwandtschaft zwischen dem Berber und den übrigen iberischen Rassen (speziell dem Andalusier) ist geschichtlich durch die enge kulturelle und wirtschaftliche Verbundenheit des Maghreb mit der Iberischen Halbinsel bedingt. Berber und Iberer sind genetisch engstens verwandt. Nach der Eroberung der iberischen Halbinsel durch die Mauren (ab 711 n. Chr.) und in den folgenden Jahrhunderten, in denen die Pferdezucht in Al-Andalus blühte, kamen neben zahlloser Berberpferden auch vereinzelte Araberpferde in die Region, die jedoch wenig Einfluss auf die iberische Pferdezucht ausübten.
Auch die ersten Pferde, die nach 1492 in die Neue Welt verbracht wurden, waren Berber und Iberer. Auf ihren Genen gründeten sich alle amerikanischen Pferderassen, wie z. B. der Mustang, Criollo, Paso Peruano.
Neapolitaner z. B. (eine der Begründerrassen der Lipizzaner) entstanden um 1220 in den süditalienischen Gestüten von Friedrich II. aus zunächst 12 schwarzen Berberhengsten und Berberstuten nicht näher benannter Anzahl.
Aufgrund der großen Entfernung war es ein teures, aufwändiges und gefährliches Unterfangen, Berberpferde in den Norden Europas zu importieren, weshalb sie die Pferde der Höchstgestellten waren. Louis XIII. lernte von écuyer de sa majesté Antoine de Pluvinel die Reitkunst der Renaissance auf einem Berberhengst mit Namen „le Bonite“.
Im 17. Jahrhundert verwendete man in England verstärkt Berberpferde, um immer schnellere Rennpferde zu züchten.
Der Berber galt und gilt als edles Pferd und so wurden Hengste dieser Rasse schon früh in ganz Europa zur Veredelung der dortigen Rassen eingesetzt. Der wohl bekannteste Vertreter ist der Hengst Godolphin Barb, der bedeutendste der drei Rassebegründer des Englischen Vollblutes. Zur Verbreitung des Berbers in der ganzen Welt trugen die Mittelmeerhäfen an der nordafrikanischen Küste bei, von denen aus die Pferde über Jahrhunderte verschifft wurden.
So ist der Berber maßgeblich an der Entwicklung der ihm verblüffend ähnlich sehenden Camargue-Pferde beteiligt gewesen. Ebenso war er an der Entstehung der irischen Connemara-Pferde beteiligt.

### Berber-Araber-Kreuzungen
Während der französischen Kolonialisierung Nordafrikas wurden überall in Küstennähe Staatsgestüte und eine Zuchtbuchführung eingerichtet, die sich bis heute erhalten hat. Während dieser Epoche wurden die Berberpferde der Einheimischen empfindlich verändert, weil das französische Militär das Araber-Berberpferd für seine Kavallerie bevorzugte und Nordafrika zu hohen Tributzahlungen solcher Pferde verpflichtete. In den Staatsgestüten wurden Araber-Hengste aufgestellt und die gesamte Bevölkerung gezwungen, die Verkreuzung ihrer Pferde zu betreiben. Araber-Berber werden seit 1948 als eigene Rasse im Zuchtbuch geführt und wegen ihrer großen Leistungsbereitschaft und Rittigkeit als Freizeit- und Sportpferde geschätzt. In den Staatsgestüten Marokkos, Algeriens, Libyens und Tunesiens werden diese „Barbarabe“ genannten Kreuzungen gezüchtet.
Sie gelten als hart und ausdauernd und zeigen einen deutlichen Arabereinfluss. Dieser zeigt sich vor allem im Profil und im feinen Körperbau.

## Verwendung
Alle Reitmeister des 16. bis 19. Jahrhunderts, deren Bücher uns überkommen sind, loben das Berberpferd aufgrund seiner Härte, seines Mutes, seiner schönen Bewegungen und seiner besonderen Eignung für das Tummeln.
Berberpferde werden in Nordafrika heute als Reitpferde für die unterschiedlichen regionalen Interpretationen des Volkssports Fantasia eingesetzt. Seltener werden sie als Distanz- und Springpferde oder als landwirtschaftliche Helfer verwendet.
In Europa nutzt man sie vor allem als Freizeitpferde, vereinzelt findet man sie im Western- oder im Distanzsport.
Gerade auch in Nordafrika zeigen die Besitzer der Berber durch oftmals mit Edelsteinen verziertes Sattel- und Zaumzeug der Tiere ihren Wohlstand.

## Temperament und Eigenschaften
Die Stärke dieses temperamentvollen und mutigen Tieres liegt in seiner großen Ausdauer und Leistungsbereitschaft. Er ist ein äußerst genügsames und zähes Reit- und Arbeitspferd, das wendig und über kurze Strecken sehr schnell ist (laut einiger Quellen sogar schneller als ein Araber).
Das Berberpferd ist für eine große Besitzertreue und soziale Bindungsfähigkeit bekannt.